# 잰 라이튼
잰 라이튼(Jan Leighton, 1921년 12월 27일 ~ 2009년 11월 16일)은 미국의 배우, 텔레비전 배우, 모델, 성우이다.
브롱크스에서 태어났으며 맨해튼에서 사망하였다.

## 영화
- 무궁화 꽃이 피었습니다 (1995년) - 간다 박사 역
- 바니의 소동 (1982년)